# Magdalena Nieć
Magdalena Nieć (Magdalena Nieć-Lepak, ur. 21 lutego 1972 w Nysie) – polska aktorka.
Ukończyła studia na PWST w Krakowie (wydział zamiejscowy we Wrocławiu). Obecnie aktorka Teatru Współczesnego w Warszawie.
Gra również w polskich filmach: Sabina (1998), Bezmiar sprawiedliwości (2006), Jak żyć? (2008) i serialach telewizyjnych: Pogoda na piątek (2006–2007), Wielkie ucieczki (2005), Szanse finanse (2005), Na dobre i na złe (2008), Na Wspólnej (2009). Aktorka wcieliła się także w postać Danuty Wałęsowej w fabularyzowanym dokumencie Gra o Nobla (2008), który opowiada o kulisach przyznania Lechowi Wałęsie Pokojowej Nagrody Nobla.

## Role serialowe i filmowe
- 1998: Sabina (film)
- 2005: Szanse finanse
- 2005: Wielkie ucieczki
- 2006: Bezmiar sprawiedliwości − Anna
- 2006: Bezmiar sprawiedliwości − Anna (odc. 1)
- 2007: Pogoda na piątek
- 2008: Jak żyć
- 2008: Na dobre i na złe
- 2008: Gra o Nobla – Danuta Wałęsa
- 2008-2009: Przeznaczenie – komisarz Anna
- 2009-2010: Na Wspólnej – Oksana Krajewska
- 2010: Ojciec Mateusz – żona Adama Gorczycy
- 2010: Majka – Danuta
- 2011: Unia Serc – Anna
- 2012: Prawo Agaty – Beata Kowerska, ciotka Julii (odc. 26)
- 2013: 2XL – Wanda Madejska (odc. 6)
- 2016: Za niebieskimi drzwiami - Magdalena Borska, mama Łukasza

## Role teatralne
Teatr Kamienica w Warszawie
- 2013: Dzieci z dworca ZOO

Teatr Capitol w Warszawie
- 2010: Wszystko o kobietach

Teatr Współczesny w Warszawie
- 2008: Proces – jako żona woźnego
- 2008: To idzie młodość – Marika
- 2011: Gran Operita

Teatr Ludowy w Krakowie
- 1999: Symfoniczna wazelina 1917 – jako Anna Blume
- 2000: Opowieści jedenastu katów – jako Madame Lulu
- 2000: Wesele – jako Zosia
- 2001: Kafka – jako Felice
- 2002: Prywatna klinika – jako Anna
- 2002: Księżniczka Turandot – jako Turandot
- 2003: Betlejem-misterium na Boże... – jako Matka
- 2003: Przygody Sindbada Żeglarza – jako Królewna
- 2004: Królowa Śniegu – jako Wróżka
- 2004: Biznes – jako Hilda Bigley
- 2005: Proces – jako Leni
- 2006: Stara kobieta wysiaduje – jako Lachezis
- 2006: Paw królowej – jako Anna Przesik
- 2006: Wszystko o kobietach – jako Aktorka I: Magda, Nina, Krysia, Mimi, Rozalia
- 2007: Niezwykły dom Pana A., czyli.. – jako Mama
- 2015: Mending Fences. Wszystko o związkach

Wrocławski Teatr Współczesny im. Wiercińskiego
- 1996: Komedia sytuacyjna – jako Doris Summerskill

Teatr Polski w Bielsku-Białej
- 1994: Śluby panieńskie – jako Klara
- 1995: Balladyna – jako Balladyna
- 1995: Kubuś i jego pan – jako Agata
- 1995: Poskromienie złośnicy –  jako Katarzyna
- 1996: Okno na parlament – jako Jane Worthington
- 1997: Zemsta – jako Podstolina
- 1998: Moralność pani Dulskiej – jako Mela
- 1998: Mały Książę – jako Róża; Żmija; Lis
- 1998: Słupnik – jako Maja
- 1998: Mistrz i Małgorzata – jako Asystentka, Natasza, Nisa
- 1999: Anhelli – jako Anioł II; Wygnaniec
- 1999: Toast na cześć kobiet – jako Helena Iwanowna Popowa

## Polski dubbing
- 1995-1996: Karypel kontra groszki – głosy postaci animowanych
- 1998-2003: Między nami bocianami – głosy postaci animowanych